# 張猛龍碑

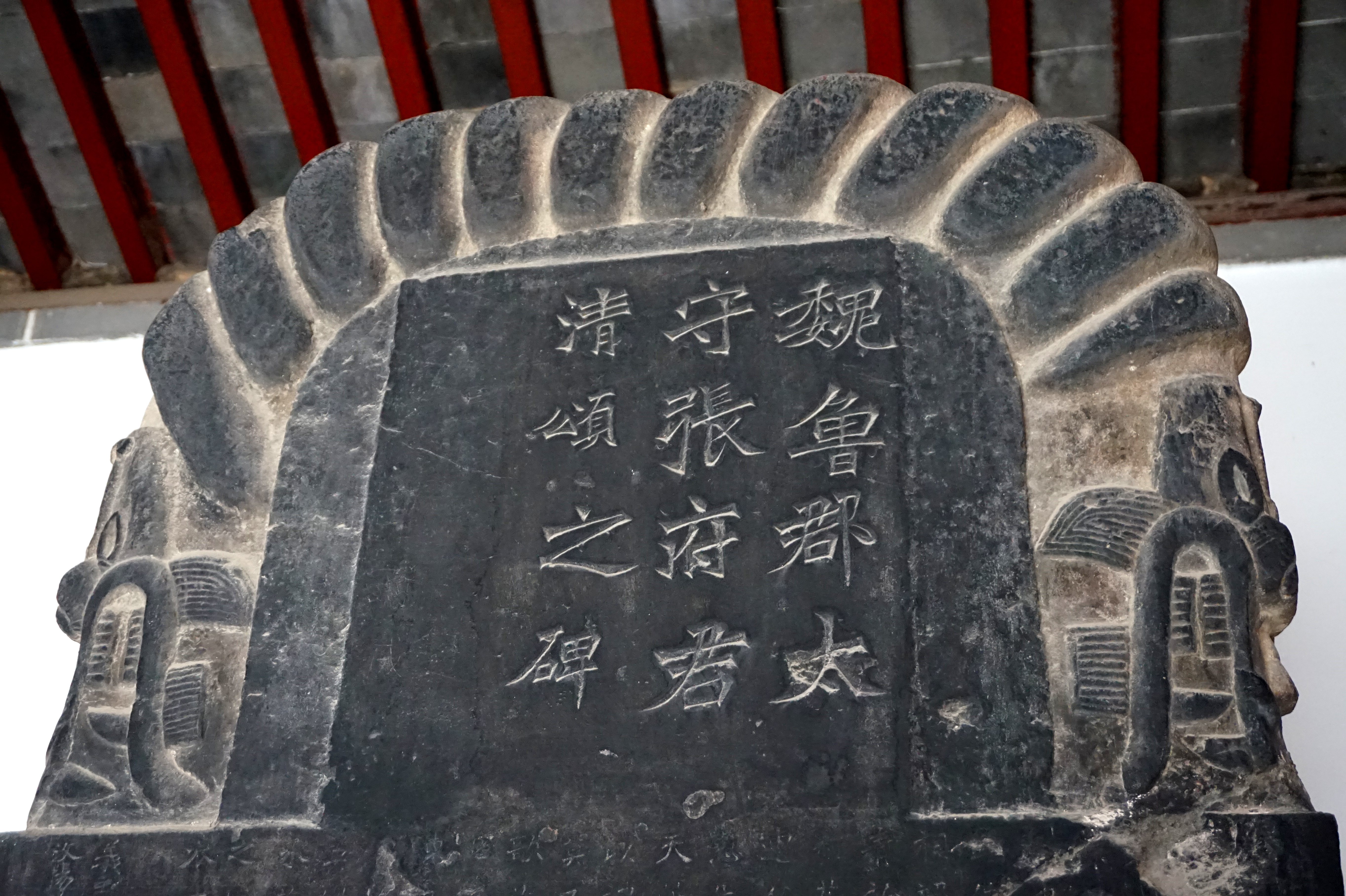
碑額文字の剪装

張猛龍碑（ちょうもうりょうひ）は、中国の南北朝時代、北朝の北魏で正光3年（522年）に彫られた地元官吏の顕彰碑。六朝時代の北朝独特の楷書「六朝楷書」の書蹟として知られる。
原石は現在も山東省曲阜の孔廟内に保存されている。

## 顕彰者と建碑の事情

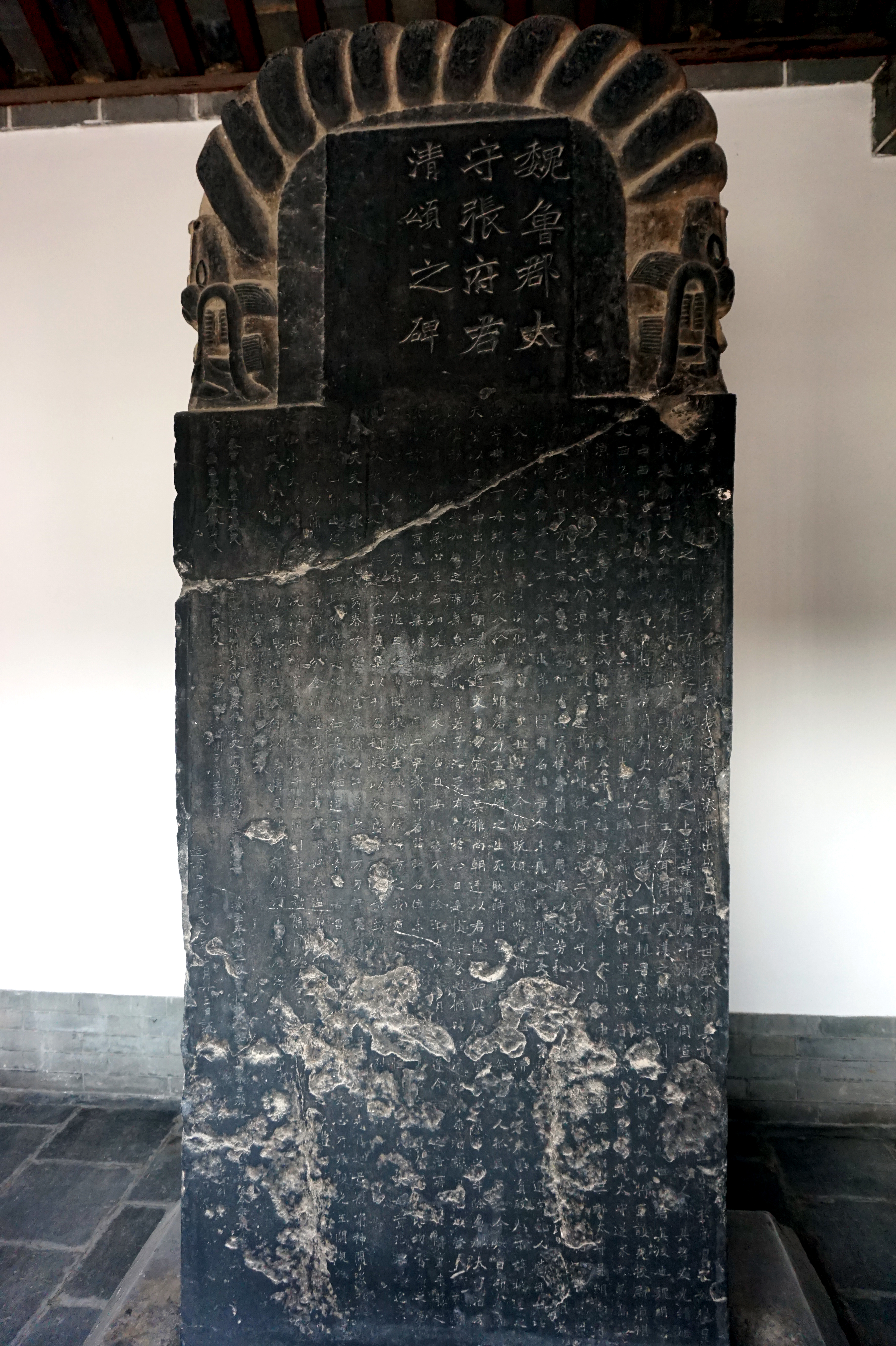
碑　2017年撮影

顕彰者である張猛龍は正史に記録がないが、碑文によれば字を神□（「□」はくにがまえに「只」を書く字、読み不明）といい、南陽郡の白水（現在の湖北省襄陽市棗陽市）出身である。遠くは周にまでさかのぼる氏族の出という。延昌年間（512年-515年）に奉朝請、熙平年間（516年-518年）に魯郡（現在の山東省）の太守となった。
非常に人情に厚く家族愛のある人であったようで、官位に着く前、貧しかった頃にあっても父母のために親孝行をし、27歳の時に父を、39歳の時に母を亡くした際には大変に悲しんだと言われている。のちに官位に上った際もその性格は変わらず、民衆に温かく接し徳治を実行したという。
この猛龍の善政を讃えようと郡の官吏らが4年かけて碑文を練り、建碑したのがこの「張猛龍碑」である。

## 碑文と書風

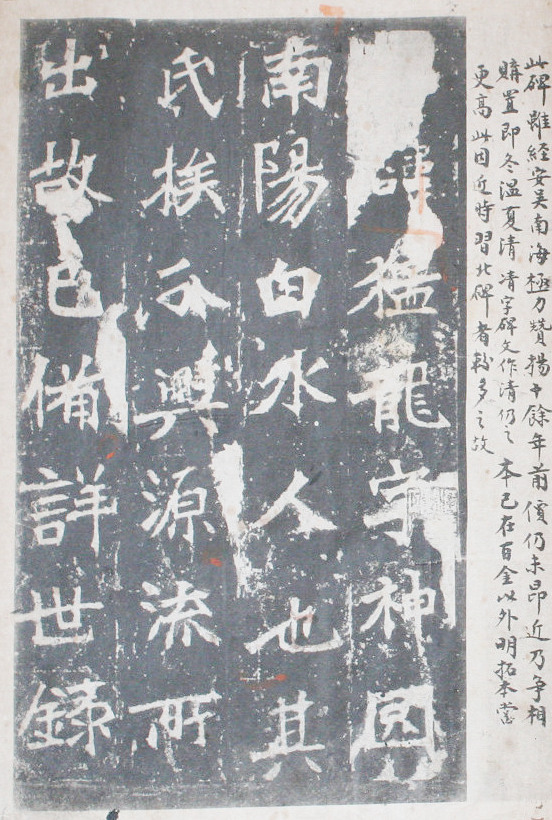
碑文　拓本冒頭

碑文は楷書で1行46字、全26行である。極めて傷みが激しく、碑自体の上部に斜めにひびが走っているほか、下半分はぼろぼろに剥落しており、場所によっては10字以上連続で読めない箇所もある。碑額には「魏魯郡太守張府君清頌之碑」と楷書で記されている。
内容はまず張氏がいかに古い家系であるかを系譜によって強調した後、猛龍の人柄に対する讃辞を記し、張氏と猛龍を讃える韻文をもって終わる。曲阜が孔子の出身地であることもあってか、孔子や儒教思想に基づく言葉が多く見られるのが特徴である。
書風はいわゆる「六朝楷書」で、「方筆」と呼ばれる角ばった運筆法によって力強く鋭い画を描き、雄渾・剛毅木訥な印象を与える北朝独特の書体である。この碑の書風はやや右肩上がりではあるが、ごく自然に力強い筆勢をもって大胆に筆を走らせながら、巧みに緊密を保っている。
なおにんべんの字がぎょうにんべんになるなど特徴的な異体字・俗字が多く、初心者が学ぶには向かない碑であると言われる。

## 研究と評価
この碑は清代に初めて知られることの多い北碑の中では珍しく、既に北宋の時代に知られていた。ただし現存する拓本は明代が最古であり、それ以降清代に考証学が興るに至って数々の拓本が採られるようになった。ただし、古くから拓本が採られていたこともあって、拓本の新旧によって文字数に差があり、一般的には10行目の「冬温夏清」の4字が欠けているか否かで判断する（欠けていなければ清初以前の拓本）。
研究は拓本の新旧に関する研究と書法に関する研究が並行して行われており、書法に関しては包世臣・康有為らが絶賛、高貞碑などと並んで北碑を代表する名品として知られるようになった。文字に欠損が多いが、六朝楷書の代表書蹟として臨書される。